# Allgemeines Sozialversicherungsgesetz
Das Allgemeine Sozialversicherungsgesetz (ASVG) beinhaltet die zentralen gesetzlichen Bestimmungen zur allgemeinen Sozialversicherung in Österreich. Es regelt die Pflichtversicherung in der Kranken-, Unfall- und Pensionsversicherung sowie eine fallweise mögliche freiwillige Selbstversicherung. Seit dem Inkrafttreten am 1. Jänner 1956 wurde es allein bis 1999 in 55 Novellen an die jeweiligen aktuellen Verhältnisse angepasst und gehört mittlerweile zu den umfangreichsten Gesetzen Österreichs.

## Geltungsbereich
Das ASVG fasste zum 1. Jänner 1956 die Kranken-, Unfall und Pensionsversicherung für die Arbeiter und Angestellten in Industrie, Bergbau, Gewerbe, Handel, Verkehr und Land- und Forstwirtschaft zusammen und regelt außerdem die Krankenversicherung der Pensionisten. Für bestimmte Personen bestehen gem. § 2 Abs. 2 ASVG Sonderversicherungen, auf die das ASVG nur subsidiär anwendbar ist, beispielsweise für:
- öffentlich Bedienstete (Beamten-Kranken- und Unfallversicherungsgesetz – B-KUVG)[2]
- Bauern (Bauern-Sozialversicherungsgesetz – BSVG)[3]
- gewerblich Selbständige (Gewerbliches Sozialversicherungsgesetz – GSVG)[4]
- Freiberufler (Sozialversicherung freiberuflich selbständig Erwerbstätiger – FSVG)[5]
- Notare (Notarversicherungsgesetz – NVG)[6]

Mit der Pensionsreform 2005 wurde im
- Allgemeinen Pensionsgesetz (APG) die Harmonisierung der Pensionssysteme für ab dem 1. Jänner 1955 geborene Personen begonnen und das Pensionskonto für Erwerbszeiten ab dem 1. Jänner 2005 eingeführt.

Die Bestimmungen des ASVG sind zwingend und durch Arbeitsvertrag nicht zum Nachteil der Versicherten und ihrer Angehörigen abdingbar (§ 539 ASVG).

## Gliederung
Das ASVG umfasst zehn Teile.
1. Allgemeine Bestimmungen (§§ 1–115)
2. Leistungen der Krankenversicherer (§§ 116–171)
3. Unfallversicherung (§§ 172–220a)
4. Pensionsversicherung (§§ 221–314a)
5. Beziehungen der Versicherungsträger (des Hauptverbandes) zueinander und Ersatzleistungen. Haftung des Dienstgebers bei Arbeitsunfällen (§§ 315–337)
6. Beziehungen der Träger der Sozialversicherung (des Hauptverbandes) zu den Angehörigen des ärztlichen und zahnärztlichen Berufs, des Dentisten-, Hebammen- und Apothekerberufs sowie zu den Krankenanstalten und anderen Vertragspartnern/Vertrag (§§ 338–351j)
7. Verfahren (§§ 352–417a)
8. Aufbau der Verwaltung (§§ 418–460e)
9. Sonderbestimmungen (§§ 461–506c)
10. Übergangs- und Schlussbestimmungen (§§ 507–716)

## Allgemeine Bestimmungen
Das ASVG regelt die allgemeine Sozialversicherung im Inland beschäftigter Personen einschließlich der den Dienstnehmern gleichgestellten selbständig Erwerbstätigen sowie die Krankenversicherung der Pensionisten aus der allgemeinen Sozialversicherung. Bestimmte nicht pflichtversicherte Personen können sich auf Antrag selbstversichern.
Das ASVG unterscheidet in § 4 zwischen der Vollversicherung, der Teilversicherung nur in einzelnen Versicherungszweigen und dem Ausschluss von der Vollversicherung.
Die Dienstgeber haben jede von ihnen beschäftigte, pflichtversicherte Person (Vollversicherte und Teilversicherte) vor Arbeitsantritt beim zuständigen Krankenversicherungsträger anzumelden und binnen sieben Tagen nach dem Ende der Pflichtversicherung abzumelden. Die An(Ab)meldung durch den Dienstgeber wirkt auch für den Bereich der Unfall- und Pensionsversicherung, soweit die beschäftigte Person in diesen Versicherungen pflichtversichert ist. Die Träger der Krankenversicherung haben die in einem Kalendermonat bei ihnen eingezahlten, auf die Unfall- und Pensionsversicherung entfallenden Beiträge an die zuständigen Träger der Unfall- und Pensionsversicherung abzuführen. Die nicht ordnungsgemäße Meldung kann von der Bezirksverwaltungsbehörde als Verwaltungsübertretung bestraft werden (§ 111 ASVG).
Für den gesamten Vollzugsbereich der Sozialversicherung besteht ein elektronisches Verwaltungssystem, das mit elektronischen Gesundheitsakten (ELGA) geführt wird.
Die Beiträge in der Kranken- und Pensionsversicherung sind vom Versicherten und seinem Dienstgeber anteilig zu tragen. Grundlage für die Bemessung der Beiträge (allgemeine Beitragsgrundlage) ist für Pflichtversicherte in der Regel der im Beitragszeitraum gebührende Arbeitsverdienst. Für Vollversicherte beträgt der Beitragssatz in der Krankenversicherung maximal 7,65 %, in der Unfallversicherung 1,3 % und in der Pensionsversicherung 22,8 % (§ 51 ASVG) und darf 20 % seiner Geldbezüge nicht übersteigen. Den Unterschiedsbetrag sowie den Beitrag zur Unfallversicherung hat der Dienstgeber allein zu tragen (§ 53 ASVG). Da die Beitragszahlungen nicht ausreichen, um alle Leistungen zu finanzieren, ist auch die Möglichkeit von Staatszuschüssen vorgesehen. Dies gilt besonders für die Pensionsversicherung. In allen Gesetzen, die diese betreffen, ist daher auch eine Ausfallshaftung seitens der Republik Österreich für alle durchführenden Sozialversicherungsträger (PVA, VAfEuB, SVB, SVGW) vorgesehen.
Die laufenden Geldleistungen aus der Kranken- und Unfallversicherung werden grundsätzlich wöchentlich im Nachhinein ausgezahlt, wenn die Satzung des Versicherungsträgers nichts Abweichendes vorsieht (§ 104 ASVG). Zu Pensionen aus der Pensionsversicherung, die in den Monaten April bzw. Oktober bezogen werden, und zu Renten aus der Unfallversicherung, die in den Monaten April bzw. September bezogen werden, gebührt je eine Sonderzahlung in Höhe einer ausgezahlten Pension (§ 105 ASVG). Zum 1. Jänner eines jeden Jahres werden die Pensionen und die Renten aus der Unfallversicherung um einen gesetzlich festgelegten Aufwertungsfaktor erhöht (§§ 108g, 108h ASVG).

## Einzelne Versicherungszweige

### Krankenversicherung
Versicherungsfälle sind Krankheit einschließlich der Folgen eines Arbeitsunfalls oder einer Berufskrankheit (§ 119 ASVG), Arbeitsunfähigkeit infolge Krankheit, Wiedereingliederung nach langem Krankenstand, Mutterschaft und die Organspende durch einen Versicherten. Im Leistungsfall werden Pflichtleistungen als gesetzliche Mindestleistungen gewährt und freiwillige Leistungen auf Grund gesetzlicher oder satzungsmäßiger Vorschriften, auf die kein Rechtsanspruch besteht. Leistungen werden auch erbracht zur Früherkennung von Krankheiten (§ 132b ASVG).
Bei Krankheit besteht Anspruch auf ambulante und stationäre Heilbehandlung, erforderlichenfalls auch medizinische Hauskrankenpflege. Diese Leistungen werden als Sachleistungen durch die Vertragspartner und Vertragseinrichtungen der zuständigen Versicherungsträger erbracht (§ 131 ASVG) oder dem Versicherten in Höhe von 80 % der Kosten, die dabei angefallen wären, erstattet (§ 131 ASVG). Bei Arbeitsunfähigkeit infolge Krankheit oder der geminderten Arbeitsfähigkeit wird Krankengeld in Höhe von 50 %, ab dem 43. Tag in Höhe von 60 % der Bemessungsgrundlage für die Dauer von bis zu 52 Wochen, nach Satzung auch bis zu 78 Wochen (§§ 139, 141 ASVG) oder Rehabilitationsgeld in entsprechender Höhe gewährt (§ 143a ASVG), bei Wiedereingliederung nach langem Krankenstand das Wiedereingliederungsgeld. Bei Mutterschaft wird weiblichen Versicherten ärztlicher Beistand gewährt sowie für die letzten acht Wochen vor der voraussichtlichen Entbindung, für den Tag der Entbindung und für die ersten acht Wochen danach ein tägliches Wochengeld.
Angehörige eines Versicherten ohne eigenen Versicherungsschutz sind mitversichert (§ 123 ASVG). Dafür muss der Versicherte einen Zusatzbeitrag ohne Beteiligung des Dienstgebers leisten (§ 51d ASVG).

### Unfallversicherung
In der Unfallversicherung sind die Risiken Arbeitsunfall und Berufskrankheit und deren Folgen versichert (§ 174 ASVG). Die Leistungen werden erbracht, soweit nicht Anspruch auf Leistungen aus der Krankenversicherung besteht (§ 191 ASVG). So erbringt die Unfallversicherung beispielsweise über die Heilbehandlung hinaus auch die Pflege in Kranken-, Kur- und sonstigen Anstalten. Der Träger der Unfallversicherung kann die Gewährung der sonst vom Träger der Krankenversicherung zu erbringenden Leistungen jederzeit an sich ziehen. Der Hauptverband der österreichischen Sozialversicherungsträger erlässt Richtlinien über die Zusammenarbeit der Träger der Kranken- und der Unfallversicherung bei der Durchführung der Unfallheilbehandlung (§§ 194, 31 Abs. 5 Z 22 ASVG).
Da die Unfallversicherung ausschließlich aus Beiträgen der Arbeitgeber finanziert wird, greift das Dienstgeber-Haftungsprivileg: Der Dienstgeber ist dem Versicherten zum Ersatz des Schadens, der diesem durch eine Verletzung am Körper infolge eines Arbeitsunfalles oder durch eine Berufskrankheit entstanden ist, nur verpflichtet, wenn er den Arbeitsunfall bzw. die Berufskrankheit vorsätzlich verursacht hat (§ 333 Abs. 1 ASVG). In diesem Fall nimmt auch der Versicherungsträger Rückgriff beim Schädiger (Dienstgeber) hinsichtlich der dem Versicherten erbrachten Leistungen (§ 334 ASVG).
Außer Leistungen an den Versicherten selbst werden im Fall seines Todes durch einen Arbeitsunfall oder eine Berufskrankheit auch Hinterbliebenenleistungen an den überlebenden Ehegatten und seine Kinder erbracht (§§ 214 ff. ASVG).

### Pensionsversicherung
Die Pensionsversicherung gliedert sich in die Pensionsversicherung der Arbeiter, der Angestellten und die knappschaftliche Pensionsversicherung (§ 2 Abs. 1 ASVG). Die Pensionsversicherungsanstalt (PVA) ist seit 2003 für Arbeiter und Angestellte gemeinsam zuständig.
Die Pensionen werden seit dem 1. Jänner 2005 grundsätzlich nach dem Allgemeinen Pensionsgesetz (APG) berechnet, wobei das ASVG für unselbstständig Beschäftigte, das Gewerbliche Sozialversicherungsgesetz (GSVG) für Gewerbetreibende und das Bäuerliche Sozialversicherungsgesetz (BSVG) für Landwirte bestimmte Vorgaben zu den Beitragsgrundlagen machen. Diese sind für die Pensionshöhe wichtig. Das APG gilt für ab 1955 Geborene; für Ältere gilt jeweils nur das ASVG, GSVG oder BSVG.
Hinterbliebenenpensionen werden nach Maßgabe der §§ 257 ff., 270, 282 ASVG an Witwen, Waisen und hinterbliebene Lebenspartner von verstorbenen Arbeitern, Angestellten und in knappschaftlichen Betrieben Beschäftigten gezahlt.

## Leistungsrecht
Die Beziehungen zwischen den Trägern der Krankenversicherung und den in der ambulanten Versorgung tätigen Kassenärzten sowie weiteren Gesundheitsdiensteanbietern werden jeweils durch Gesamtverträge geregelt. Diese werden für die Träger der Krankenversicherung durch den Hauptverband mit den örtlich zuständigen Ärztekammern abgeschlossen. Inhalt sind unter anderem die Ansprüche auf Vergütung der ärztlichen Leistung (§§ 341, 342 ASVG). Die Honorierung eines ärztlichen Mindestleistungsspektrums setzt sich beispielsweise aus Grund- und Fallpauschalen, Einzelleistungsvergütungen sowie Bonuszahlungen für die Erreichung der im Primärversorgungsgesetz definierten gesundheitspolitischen Ziele zusammen (§ 342b ASVG).
Für die Abgabe von Arzneispezialitäten gibt es einen Erstattungskodex, der zwischen dem Hauptverband und der pharmazeutischen Industrie vereinbart wird (§ 351c ff. ASVG).

## Verfahren
Die Verfahrensbestimmungen zur Durchführung des ASVG durch die Versicherungsträger unterscheiden zwischen dem Verfahren in Leistungs- und dem Verfahren in Verwaltungssachen (§ 353 ASVG).

### Leistungssachen
Leistungssachen sind beispielsweise die Feststellung des Bestandes, des Umfanges oder des Ruhens eines Anspruches auf eine Versicherungsleistung, deren Rückersatz oder die Feststellung der Invalidität und der Berufsunfähigkeit (§ 354 ASVG).
Die Leistungsansprüche werden von den Versicherungsträgern in der Kranken- und in der Pensionsversicherung auf Antrag, in der Unfallversicherung von Amts wegen festgestellt, etwa nach Eingang einer Unfallmeldung. Über den Antrag ergeht ein Bescheid, an der vorherigen Sachverhaltsermittlung hat der Anspruchswerber bzw. -berechtigte mitzuwirken. Bescheide über Anträge auf Leistungen aus der Krankenversicherung sind binnen zwei Wochen nach der Einbringung des Antrages, über Leistungen aus der Unfall- und aus der Pensionsversicherung binnen sechs Monaten nach dem Einlangen des Antrages zu erlassen. Sobald die Leistungspflicht dem Grunde nach feststeht, kann ein Versicherungsträger die Leistung bevorschussen (§ 368 ASVG). Beim Tod des Anspruchswerbers oder -berechtigten sind seine mit ihm in häuslicher Gemeinschaft lebenden Angehörigen zur Fortsetzung des Verfahrens berechtigt (§ 408 ASVG).
Von bestimmten Ausnahmen abgesehen gelten ergänzend die Vorschriften des Allgemeinen Verwaltungsverfahrensgesetzes (§ 360b ASVG).
Die meisten Leistungssachen sind zugleich Sozialrechtssachen und werden gegebenenfalls von den ordentlichen Gerichten entschieden (§§ 65, 2, 7 ASGG).

### Verwaltungssachen
Alle anderen als Leistungsangelegenheiten sind Verwaltungssachen, etwa die Feststellung der Versicherungspflicht, der Versicherungsberechtigung sowie des Beginnes und des Endes der Versicherung oder Beitragsangelegenheiten (§§ 355, 410 ASVG).

## Sonderbestimmungen
Für fallweise oder unständig beschäftigte Arbeiter in der Land- und Forstwirtschaft, für in der Zeit des Nationalsozialismus ausgebürgerte und verfolgte Personen sowie für Personen, denen eine Haftentschädigung zuerkannt worden ist, enthält der 9. Teil des ASVG bestimmte sozialversicherungsrechtliche Vergünstigungen.